# 白毛鸡屎藤
白毛鸡矢藤（学名：Paederia pertomentosa）为茜草科鸡矢藤属下的一个种。

## 扩展阅读
- 維基物種上的相關：白毛鸡矢藤